# Alliance of Revolutionary Forces of West Sudan
The Alliance of Revolutionary Forces of West Sudan (ARFWS) är en allians mellan de båda rebellgrupperna i Darfur, Justice and Equality Movement och Sudans befrielserörelse, bildad den 20 januari 2006.